# Fuente de luz

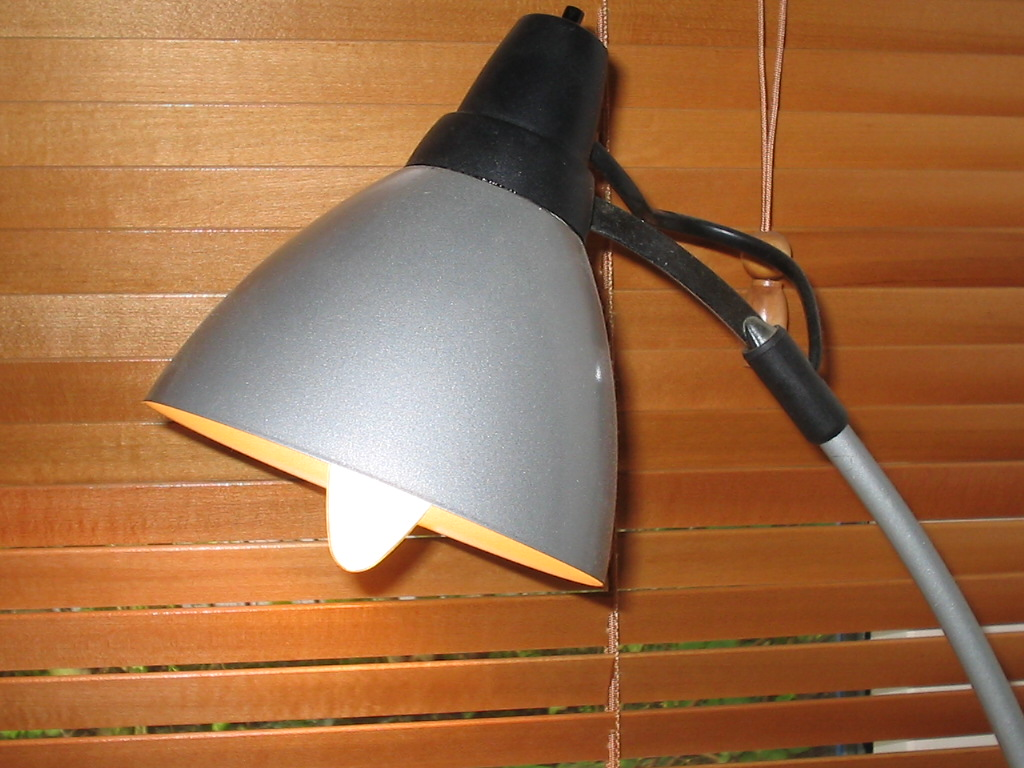
Una lámpara, fuente de luz artificial.

Una fuente luminosa es un objeto que emite luz visible que se percibe por los órganos de la visión.
El fuego es una fuente primaria de luz y es la principal con la que se cuenta en la Tierra. El Sol irradia luz en el espectro electromagnético de la luz ultravioleta, la luz visible y el infrarrojo.
Los rayos eléctricos también son una luz primaria.
Los fotones son partículas elementales que siempre están en movimiento y lo hacen a una velocidad aproximada de 300 000 kilómetros por segundo en el vacío. 
Por otro lado, la luz también son ondas electromagnéticas, las cuales transportan energía y en su conjunto forman el espectro electromagnético. Parte de este espectro es invisible al ojo humano y parte es visible.
Las fuentes de luz primarias naturales producen luz por sí mismas y tienen un origen natural, es decir, el ser humano no intervino en su procesos.
Otras fuentes de luz de origen natural pueden ser el fuego y los rayos eléctricos. Efectivamente, esas también son fuentes naturales de luz.
El fuego es un fenómeno producido al aplicar calor a un combustible, como un tronco, en presencia de un comburente, el oxígeno.

## Tipos de fuentes
Las fuentes de luz pueden ser primarias o secundarias. Las primarias producen la luz que aparte producen calor que, debido a la distancia que separa al Sol de la Tierra, posee una fuerte direccionalidad, pero al mismo tiempo es una fuente luminosa de tamaño note sombras menos nítidas cuanto más lejos esté un objeto de la superficie que oscurece. La luz puntual se origina en un punto más o menos gradualmente mayor que cualquier objeto terrestre. Sus rayos inciden sobre un punto de la Ti emiten. Las secundarias reflejan la luz de otra fuente; por ejemplo, la luna no produce luz, sino refleja la luz producida por el Sol. A su vez, entre las fuentes primarias se puede distinguir entre fuentes naturales (el Sol) o artificiales (una lámpara). 
Una fuente de luz puede ser difusa o puntual. La luz difusa incide sobre los objetos desde múltiples direcciones, proporcionando sombras respecto al objeto que ilumina, pudiéndose hablar de una direccionalidad más o menos similar entre los rayos que emite, haciendo las sombras que un objeto proyecta mucho más nítidas o recortadas y que se hagan más grandes cuanto más cerca se sitúe el objeto de la fuente de luz y más lejos de la pantalla que recibe la sombra.
era con una apertura de aproximadamente 32' haciendo que la sombra de cualquier objeto acabe completamente difuminada al situarlo a una distancia de más de 107,47 veces su tamaño horizontal respecto a una superficie. Unido al efecto difusor de la atmósfera y los gases en suspensión como el vapor de agua, especialmente en forma de nubes, la iluminación por luz solar puede variar desde una puntualidad de 32' hasta una dispersión de casi 180° en la superficie, o incluso más a cierta distancia de ella.
Se puede representar una fuente de luz difusa como una superficie emisora de luz de mayor o menor tamaño angular con distintos ángulos y distribuciones angulares de emisión a lo largo de dicha superficie. Esta representación puede simplificarse si solo se desea calcular la iluminación de un objeto concreto.